# Ethel Catherwood

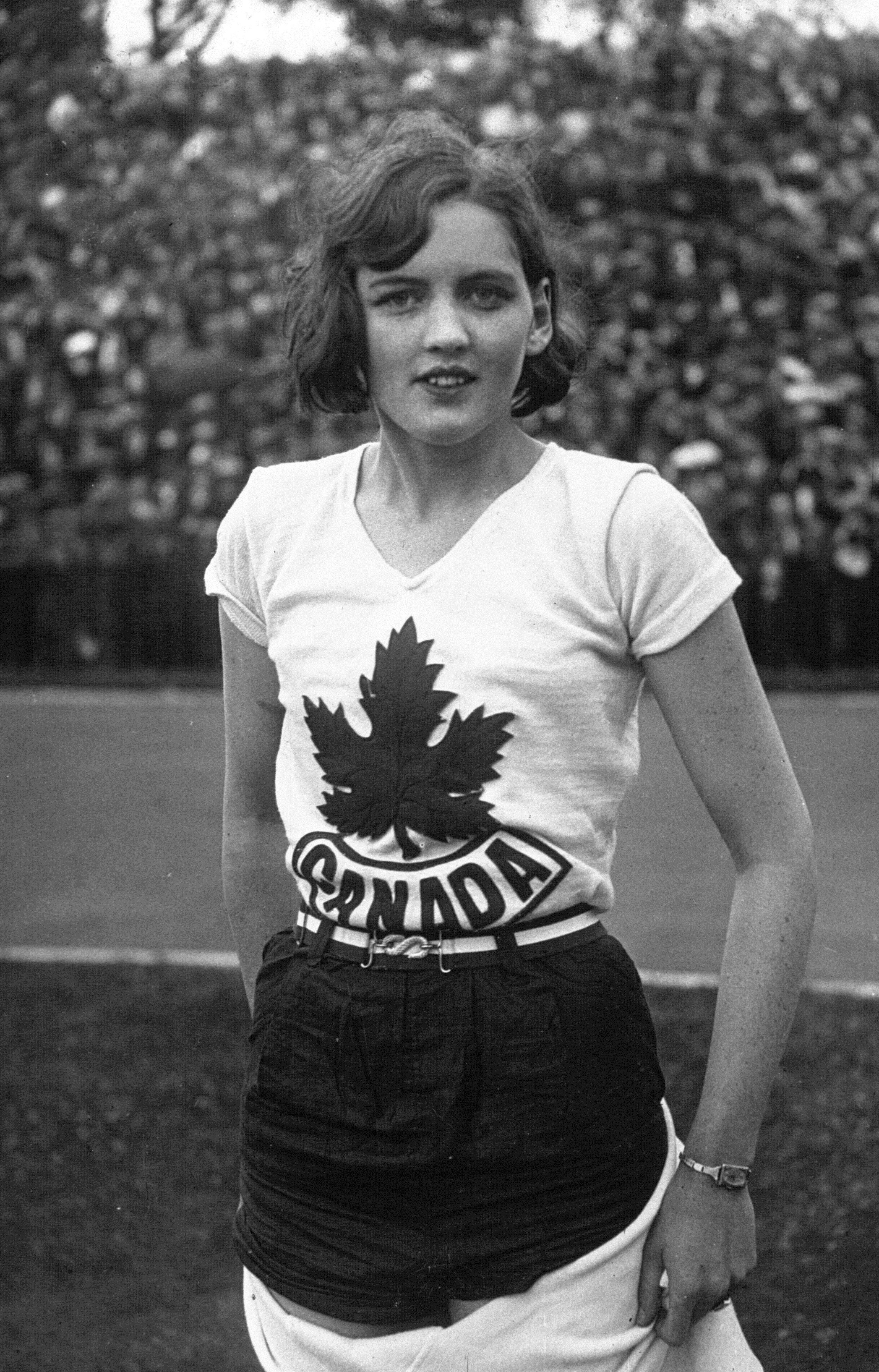
Ethel Catherwood (1928)

Ethel Catherwood (* 28. April 1908 im Hannah, North Dakota; † 26. September 1987 im Grass Valley; Spitzname The Saskatoon Lily) war eine kanadische Leichtathletin. Bei den Olympischen Spielen 1928 in Amsterdam wurde sie die erste Olympiasiegerin im Hochsprung der Frauen.
Catherwood zog 1925 mit ihrer Familie von der Provinz Ontario nach Saskatoon. Dort besuchte sie die Bedford Road School, an der sie auch trainieren konnte. Sportlich machte sie erstmals 1926 auf sich aufmerksam, als sie während eines Leichtathletikwettbewerbs in ihrer Heimatstadt den kanadischen Landesrekord im Hochsprung egalisierte. Am 6. September 1926 verbesserte sie den einen Monat zuvor aufgestellten Weltrekord der Britin Phyllis Green um drei Zentimeter auf 1,58 m. Ein Jahr später verlor sie den Rekord an die Südafrikanerin Marjorie Clark, konnte aber am 2. Juli 1928 bei den kanadischen Meisterschaften in Halifax mit übersprungenen 1,60 m Clarks Rekord egalisieren.
Ihre sportlichen Erfolge machten den Philanthrop Teddy Oke aus Toronto aufmerksam, der die Kosten ihres Trainings übernahm. Zusammen mit ihrem Trainer Joe Griffiths entschloss sich Catherwood, 1928 an den Olympischen Sommerspielen in Amsterdam teilzunehmen, zu denen erstmals Frauen zu den Leichtathletikwettbewerben zugelassen waren. Bei kaltem, windigem Wetter setzte sich Catherwood gegen ihre Konkurrentinnen durch und gewann mit 1,595 m die Goldmedaille vor der Niederländerin Lien Gisolf und der US-Amerikanerin Mildred Wiley. Catherwood ist bis dato die einzige weibliche kanadische Leichtathletin, die eine Goldmedaille in einer Einzelkonkurrenz erringen konnte.
Nach ihrer Rückkehr nach Kanada wurde ihr, nicht zuletzt wegen ihrer viel beschriebenen Schönheit, ein Filmvertrag angeboten. Catherwood schlug jedoch eine Karriere als Geschäftsfrau ein und siedelte später nach Kalifornien um.
Am 15. März 2023 ehrte die kanadische Regierung, vertreten durch den für das Historic Sites and Monuments Board of Canada zuständigen Minister, Ethel Catherwood und erklärte sie wegen ihres „herausragenden und dauerhaften Beitrages zur kanadischen Geschichte“ zu einer „Person von nationaler historischer Bedeutung“.